# Czesław Słowek
Czesław Słowek (ur. 25 maja 1921 w Otorowie, zm. 19 grudnia 2011 w Zielonej Górze) – polski polityk, poseł na Sejm PRL VII i VIII kadencji.

## Życiorys
Syn Tadeusza Słowek i Ludwiki Szudery. Uzyskał wykształcenie średnie. Do Zjednoczonego Stronnictwa Ludowego wstąpił w 1948. Od 1973 był prezesem Wojewódzkiego Komitetu ZSL w Zielonej Górze, zasiadał też w Naczelnym Komitecie ZSL. Był zastępcą przewodniczącego prezydium Wojewódzkiej Rady Narodowej w Zielonej Górze. W 1976 i 1980 uzyskiwał mandat posła na Sejm PRL w okręgu Zielona Góra. W VII i VIII kadencji zasiadał w Komisji Handlu Wewnętrznego, Drobnej Wytwórczości i Usług. W VIII kadencji ponadto zasiadał w Komisji Rynku Wewnętrznego, Drobnej Wytwórczości i Usług. Pochowany na cmentarzu komunalnym przy ul. Wrocławskiej w Zielonej Górze.

## Odznaczenia
- Krzyż Komandorski Orderu Odrodzenia Polski (1974)
- Krzyż Oficerski Orderu Odrodzenia Polski (1969)
- Krzyż Kawalerski Orderu Odrodzenia Polski (1964)
- Złoty Krzyż Zasługi (1955)[1]
- Srebrny Krzyż Zasługi (1952)[3]
- Medal 10-lecia Polski Ludowej (1955)[4]
- Medal 30-lecia Polski Ludowej